# نويل باك
نويل باك (بالإنجليزية: Noel Buck)‏ هو لاعب كرة قدم أمريكي في مركز الوسط، ولد في 5 أبريل 2005 في أرلينغتون ‏ في الولايات المتحدة.

## وصلات خارجية
- نويل باك على موقع الدوري الأمريكي (الإنجليزية)
- نويل باك على موقع قاعدة بيانات كرة القدم.إي يو (الإنجليزية)
- نويل باك على موقع Soccerway.com (الإنجليزية)
- نويل باك على موقع عالم كرة القدم.نت (الإنجليزية)